# Timotei Cipariu
Timotei Cipariu (Panád, 1805. február 21. – Balázsfalva, 1887. szeptember 3.) román nyelvész, filológus.

## Élete
Családnevét saját helyesírási elvei szerint írta, mai átírásban Țipar lenne. 1816 és 1822 között a gimnáziumi osztályokat, 1822 és 1825 között a görögkatolikus papi szemináriumot végezte Balázsfalván. 1825-től ugyanott a román nyelv és a filozófia tanára (kantiánus filozófiai tankönyvet is fordított németből). 1833-ban ugyanott saját nyomdát állított fel. 1842-től kanonok. 1847–48-ban kiadta az első latin betűs román folyóiratot, Organulu Luminariei címmel. 1852 és 1873 között a gimnázium igazgatója. A Román Akadémia elődjének, a Román Akadémiai Társaságnak 1867-től alelnöke volt. 1867 és 1872 között szerkesztette az Archivu pentru filologie si istoriét, az első román nyelvű filológiai szakfolyóiratot. 1878-ban az ASTRA alelnökévé választották. Hatalmas könyv- és kéziratgyűjteményt állított össze. Első könyvtára 1849-ben nagyrészt megsemmisült, de élete végére ismét az övé volt a legnagyobb magánkönyvtár Erdélyben.

## Nyelvészeti munkássága
Elsőként írta le a román nyelv kialakulásának alapvető hangtörvényeit. Ezen megállapításai többnyire ma is helytállóak. Petru Maior nyomán úgy vélte, hogy a modern nyelvek közül a román nyelv hasonlít legjobban a vulgáris latinra. Kétrészes, függelékével együtt 800 oldalas Gramatic'a limbei romane című műve a valaha írt legrészletesebb román leíró nyelvtan.

## Nyelvművelői munkássága
Az ún. latinista iskola vezéregyénisége. Hitt abban, hogy a nyelv tökéletesíthető és hogy a nyelvésznek kötelessége hatnia a nyelvre. A román nyelvnek megvan az eszményi egyénisége, amely nem azonos a valóban létező román nyelvvel. Ki kell gyomlálni belőle az elszaporodott jövevényszavakat és a klasszikus latinból merített, a román hangtörvényekhez alkalmazott neologizmusokkal kell helyettesíteni őket. A szókincsen kívül a nyelv megtisztításának szerinte ki kell terjednie az alaktanra és a szintaxisra is. Úgy gondolta például, hogy a főnevek birtokos esete az élő román nyelvben a legtöbbször helytelen.

## Helyesírási rendszere
Az erdélyi iskola kezdeményei után ő volt a latin betűk úttörője a román kultúrában. 1835-ben ő adta ki az első latin betűs egyházi könyvet, és mint a balázsfalvi nyomda tulajdonosa elérte, hogy az erdélyi görögkatolikus egyház a többi román egyháznál jóval hamarabb áttért az új írásrendszerre.
Helyesírási rendszere kialakításakor a legfontosabb szempontja volt, hogy az a lehetőségig tükrözze a román nyelv latin eredetét. Első rendszerében csak egyféle diakritikus jelet használt, az éles ékezetet a diftongust jelölő á [oa] és é [ea] betűkben. A [t͡s] hangot ci (a későbbi változatokban ti), a [ʃ] hangot si kettős betűvel jelölte, az [ʌ] és [ɨ] hangokat pedig aszerint, hogy milyen latin hangból keletkeztek, például [vɨnt]: ventu, [bʌt'rɨn]: betranu, ['fʌrʌ]: fora, mert < latin ventu-, veteranu-, fora-. A [z] hang helyén hasonlóképpen d-t írt, ha az latin [d]-ből fejlődött ki (például miedi [mjezj], mert < latin mediu-). A hímnemű főnevek végén a beszédben csak determinánsként megjelenő -u-t mindig jelölte, mert a román nyelv egyénisége lényeges elemének tartotta.
Két évtizeden át ez az ún. etimologikus helyesírás, illetve ennek módosított változatai voltak a legnépszerűbbek a román nyelvterületen. 1877-ig minden erdélyi latin betűs román nyelvű nyomtatvány ezeket alkalmazta. A Román Akadémia 1881-ben váltotta föl egy fonetikus alapú rendszerrel, de bizonyos etimologikus motívumú hangjelölései a 20. századig érvényben maradtak.

## Hatása, utóélete
Román nyelvtörténeti munkái megjelenése után gyorsan európai hírnévre tett szert. Közvetlenül és számos tanítványa révén hatalmas hatással volt saját kora román kultúrájára. Kb. 1870-től kezdődően viszont, a nála szélsőségesebb latinisták tevékenysége miatt és a Junimea köre, különösen pedig Titu Maiorescu kritikáinak hatására lassan elveszítette addigi megkérdőjelezhetetlen tekintélyét az irodalmi nyelv és a nemzeti kultúra kérdéseiben. Ezután majdnem egy évszázadig inkább csak történeti örökségként tekintettek rá. Nyelvújító tevékenysége viszont tartósnak bizonyult: számos saját alkotású vagy felélesztett "latinos" szót népszerűsített és tett a mai román köznyelv részévé.

## Munkái
- Elemente de limb'a romana dupa dialecte si monumente vechi. Blasiu (Balázsfalva), 1854
- Acte si fragmente latine romanesci pentru istoria beserecei romane mai alesu unite. Uo., 1855
- Compendiu de gramatica limbei romane. Uo., 1855
- Crestomathia. Uo., 1858
- Elemente di poetic'a româna. Uo., 1860
- Gramatic'a limbei romane. I. Analitica. Uo., 1869
- Gramatic'a limbei romane. II. Sintactica. Sibiiu (Nagyszeben), 1877
- Despre limb'a romana, Suplementu la sintactica. Blasiu, 1877